# Wizards of Waverly Place (seizoen 3)
Het derde seizoen van Wizards of Waverly Place werd uitgezonden op Disney Channel van 21 februari 2011 tot 8 november 2011.  Het seizoen gaat over de Russo kinderen, Alex Russo (Selena Gomez), Justin Russo (David Henrie) en Max Russo (Jake T. Austin) die blijven strijden om de grootste tovenaar in hun familie te worden. Andere hoofdrollen in de serie worden vervuld door Maria Canals Barrera en David DeLuise als de ouders van de kinderen, Theresa en Jerry. Jennifer Stone speelt de beste vriendin van Alex, Harper Finkle.

## Afleveringen
- Selena Gomez en David Henrie spelen in alle afleveringen.
- Jake T. Austin afwezig in 2 afleveringen
- Jennifer Stone afwezig in 3 afleveringen
- Maria Canals Barrera afwezig in 5 afleveringen
- David DeLuise afwezig in 2 afleveringen.

| №  |    | Titel                             | Uitzenddatum      | Uitzenddatum &    |
| -- | -- | --------------------------------- | ----------------- | ----------------- |
| 52 | 1  | "Franken-Girl"                    | 9 oktober 2009    | 21 februari 2011  |
| 53 | 2  | "Halloween"                       | 16 oktober 2009   | 31 oktober 2011   |
| 54 | 3  | "Monster Hunter"                  | 23 oktober 2009   | 24 december 2010  |
| 55 | 4  | "Three Monsters"                  | 6 november 2009   | 31 december 2010  |
| 56 | 5  | "Night at the Lazerama"           | 6 november 2009   | 1 maart 2011      |
| 57 | 6  | "Doll House"                      | 20 november 2009  | 7 januari 2011    |
| 58 | 7  | "Marathoner Helper"               | 4 december 2009   | 18 mei 2011       |
| 59 | 8  | "Alex Charms a Boy"               | 15 januari 2010   | 21 april 2011     |
| 60 | 9  | "Wizards vs. Werewolves"          | 22 januari 2010   | 25 april 2011     |
| 61 | 10 | "Positive Alex"                   | 26 februari 2010  | 25 mei 2011       |
| 62 | 11 | "Detention Election"              | 19 maart 2010     | 1 juni 2011       |
| 63 | 12 | "Dude Looks Like Shakira"         | 16 april 2010     | 27 juni 2011      |
| 64 | 13 | "Eat to the Beat"                 | 30 april 2010     | 15 juni 2011      |
| 65 | 14 | "Third Wheel"                     | 30 april 2010     | 22 juni 2011      |
| 66 | 15 | "The Good, the Bad, and the Alex" | 7 mei 2010        | 29 juni 2011      |
| 67 | 16 | "Western Show"                    | 14 mei 2010       | 30 augustus 2011  |
| 68 | 17 | "Alex's Logo"                     | 21 mei 2010       | 10 december 2010  |
| 69 | 18 | "Dad's Buggin' Out"               | 4 juni 2010       | 6 september 2011  |
| 70 | 19 | "Max's Secret Girlfriend"         | 11 juni 2010      | 13 september 2011 |
| 71 | 20 | "Alex Russo, Matchmaker?"         | 2 juli 2010       | 20 september 2011 |
| 72 | 21 | "Delinquent Justin"               | 16 juli 2010      | 8 juni 2011       |
| 73 | 22 | "Captain Jim Bob Sherwood"        | 23 juli 2010      | 4 oktober 2011    |
| 74 | 23 | "Wizards vs. Finkles"             | 30 juli 2010      | 4 oktober 2011    |
| 75 | 24 | "All About You-Niverse"           | 20 augustus 2010  | 11 oktober 2011   |
| 76 | 25 | "Uncle Ernesto"                   | 27 augustus 2010  | 11 mei 2011       |
| 77 | 26 | "Moving On"                       | 10 september 2010 | 1 november 2011   |
| 78 | 27 | "Wizards Unleashed"               | 1 oktober 2010    | 1 november 2011   |
| 79 | 28 | "Wizards Exposed"                 | 15 oktober 2010   | 8 november 2011   |